# Argia croceipennis
Argia croceipennis е вид водно конче от семейство Coenagrionidae. Видът не е застрашен от изчезване.

## Разпространение
Разпространен е в Аржентина, Бразилия, Парагвай и Уругвай.